# Andrea Ascolese
Andrea Ascolese (Atripalda, 16 ottobre 1979) è un attore italiano.

## Biografia
Attore, cantautore e autore di nascita campana ma cresciuto a Corticella (Bologna), Andrea Ascolese si laurea al DAMS. Dal 1997 al 2000 frequenta i laboratori teatrali diretti dal regista Arnaldo Picchi e il laboratorio di sceneggiatura diretto da Giovanni Robbiano. Attivo come attore cinematografico, televisivo e teatrale, nonché come autore e conduttore. In campo musicale è autore, interprete e fautore di progetti artistici. Ha lavorato anche come giornalista e fotografo free-lance.

## Attività artistica

### Attore

#### Cinema e Teatro
Nel 1998 esordisce a teatro nello spettacolo Enzo re di Roberto Roversi, con Lucio Dalla e Paolo Bonacelli.
Nel 2000 arriva il debutto sul grande schermo con il film Tandem di Lucio Pellegrini. Seguono le pellicole, in cui interpreta ruoli di rilievo, Febbre da cavallo - La mandrakata con Gigi Proietti e Antonio guerriero di Dio (2006) con Arnoldo Foà
Nel 2001 partecipa a Un amore perfetto con Cesare Cremonini e Martina Stella e, nel 2002, al film Oltre il confine di Rolando Colla, con Anna Galiena e Gianluca Gobbi, presentato al festival di Locarno.
Nel 2017 partecipa, nel ruolo del letterato Baldassarre Castiglione al film Raffaello - Il principe delle arti in 3D diretto da Luca Viotto.
Nel 2019 interpreta il ruolo del sassofonista Zigarin nel film Tutto liscio di Igor Maltagliati con Ivano Marescotti, Piero Maggiò e Maria Grazia Cucinotta. Il film viene presentato in anteprima al Chinese Theatre al Los Angeles/Italia film fashion art fest, a Roma e a Rimini; partecipa al Taormina Film Fest e al Festival internazionale del Cinema di Salerno in cui viene premiato..
A gennaio 2023 Ascolese debutta in anteprima nazionale al Teatro Dehon di Bologna col nuovo spettacolo L'età dell'oro: la mia vita raccontata a Andrea Pazienza tratto dal romanzo di Gianluca Morozzi L’età dell’oro: la mia vita raccontata a Paz, un’autobiografia che percorre la ventennale carriera dello scrittore Morozzi fin dagli esordi e che omaggia il fumettista Andrea Pazienza. Nel cast: Giuseppe Veneziano, artista esponente della New pop, le cui opere in videoproiezione accompagnano Ascolese durante lo spettacolo; Dandy Bestia, chitarrista degli Skiantos; Nicola Bagnoli e Moreno Spirogi, rispettivamente tastierista e cantante fondatore degli Avvoltoi.
Il 15 novembre 2023 Andrea Ascolese è ospite al Festival ” Visioni italiane” al Cinema Lumière presso la Cineteca di Bologna per presentare in prima nazionale il film “Continuare il racconto. La biblioteca infinita di Antonio Faeti” al quale ha partecipato e dato voce a lettere di Federico Fellini, Gianni Rodari e Italo Calvino. Il documentario è diretto da Danilo Caracciolo, curato da Giorgia Grilli e prodotto dall'Università di Bologna.
Il 14 marzo 2024 dopo aver debuttato in Usa, Canada, Francia, Regno Unito esce al Cinema anche in Italia il film internazionale “Race for Glory: Audi vs. Lancia” di Stefano Mordini con Riccardo Scamarcio e Daniel Bruhl che vede Andrea Ascolese nel cast. .“Race for Glory: Audi vs. Lancia” è il primo film della storia del cinema sul rally che racconta la leggendaria sfida tra Audi 4 e Lancia 037 del 1983. Race for Glory: Audi vs. Lancia debutta al secondo posto al Box Office. Il film, scritto da Filippo Bologna, Stefano Mordini e Riccardo Scamarcio e prodotto da Riccardo Scamarcio e Jeremy Thomas, è una produzione Lebowski con Rai Cinema ed Hanway Films, coprodotto da Davis Film in associazione con Mas Srl. In Italia il film è distribuito da Medusa. Nel vasto cast sono presenti: Riccardo Scamarcio (che interpreta il protagonista della storia, Cesare Fiorio, il team manager Lancia), Daniel Bruhl (Roland Gumpert, il team manager Audi), Katie Clarkson-Hill (il medico nutrizionista Jane McCoye), Volker Bruch (Walter Rohl, pilota Lancia) e Andrea Ascolese (che interpreta il ruolo di Capo Marketing Lancia).
A dicembre 2024 esce al Cinema in Italia la versione italiana del film d'animazione olandese " Tommy Tom e l'orsetto perduto "di Joost Van Den Bosch e Erik Verkerk , dove Andrea Ascolese è il narratore protagonista. Dopo il Giffoni, il film viene presentato in anteprima internazionale il 1 dicembre 2024 presso il Cinema Odeon di Bologna grazie alla collaborazione fra la casa di distribuzione PopCult e il Future Film Kids , la rassegna organizzata da 24FRAME FUTURE FILM FEST e promossa da Rete Doc e viene presentato al Cinema in varie città italiane tra le quali Brescia, Reggio Emilia , Prato.
A marzo 2025, sempre distribuito in Italia, da PopCult esce al Cinema il secondo film sul gatto " Tommy Tom 2, un nuovo amico per Tommy Tom " di Joost Van Den Bosch e Erik Verkerk , sempre con Andrea Ascolese come narratore e voce della versione italiana del film.

#### Televisione
Partecipa, nel ruolo di Pablo, a dodici puntate della fiction Mediaset Il Bello delle Donne 2, regia di Maurizio Ponzi, con Stefania Sandrelli, Virna Lisi e Giuliana De Sio; ricopre il ruolo dell'antihacker Loris nel TV Movie Lupo Mannaro (presentato al Roma Fiction Fest) di Antonio Tibaldi, prodotto da Fandango e sceneggiato da Carlo Lucarelli con Maya Sansa, Gigio Alberti e Stefano Dionisi.
Nel 2018 partecipa alla sedicesima puntata della fiction Rai Tutto può succedere 3.
Nel 2019 interpreta il ruolo del produttore televisivo domenico Manica nella quarta stagione di Il paradiso delle signore, diretto da Riccardo Mosca.
Nel 2020 Ascolese è uno dei protagonisti di Come i pesci rossi sul divano di Cristina Puccinelli, documentario con David Riondino sullo stato dei lavoratori dello spettacolo durante la Pandemia Covid-19 e il lockdown; Ascolese partecipa al progetto anche come compositore.
Sempre nel 2020 è conduttore e autore del programma televisivo Estate in TV in onda su Lepida TV e ideato dal Comune di Bologna, in collaborazione con Ausl e Lepida un contenitore culturale di intrattenimento e informazione con l’obiettivo di tenere compagnia durante i mesi estivi alle persone più anziane e fragili rimaste in città; tra gli ospiti, Ivano Marescotti e Mirko Casadei.  Grazie alla candidatura presentata, relativa al palinsesto culturale dei vari programmi a partire dai mesi dei lockdown, tra i quali Estate in TV, LepidaTV ha vinto il premio tematico speciale "Cultura" a pari merito con Fondazione Musica per Roma.
Nel 2021 partecipa, nel ruolo dell'avvocato della mafia Tarozzi, alla fiction Rai L’ispettore Coliandro 8, diretto dai Manetti Bros, nella puntata “Il Fantasma”, trasmesso in prima TV su Rai 2 il 22 settembre 2021 con un'audience di 2.115.000 spettatori.
Nell'aprile del 2023 Ascolese è protagonista della nuova campagna televisiva di promozione turistica della Regione Umbria, Umbria cuore verde d'Italia, creata dall'agenzia Armando Testa e in onda sulle reti nazionali. Ascolese interpreta il ruolo del Perugino nell'anno delle celebrazioni per il suo cinquecentenario. La regia è di Luca Grafner.
Nel giugno del 2023 è coprotagonista nel ruolo del clerk nella campagna internazionale della Fanta diretta da Daniel Lundh che sta uscendo in tutti i paesi del mondo. Il film “Fanta” è candidato ad agosto 2023 a 6 nomination al Berlin Commercial Festival e tra le categorie nominate anche quella come miglior casting.

### Musica
Nel 2014 ha aperto a Bologna il concerto di Luca Carboni, mentre nel 2015 esce il suo primo disco da cantautore Ti portero'.
Parallelamente all'attività di attore, conduce negli anni una intensa attività live che lo porta a cimentarsi dapprima nel teatro canzone, e a scrivere lo spettacolo Change, con cui è in tour dal 2012 e con cui partecipa, nel luglio del 2013, alla ventesima edizione de I Solisti del teatro. Nel settembre del 2013 partecipa al Mei, il Festival della musica indipendente ed emergente di Faenza. Nel 2015 lavora al suo primo disco da cantautore intitolato Ti porterò, autoprodotto e distribuito da Wondermark su iTunes e tutti gli store digitali. Il tour omonimo tocca in particolare il Festival Torbellamusica al Teatro TorBella Monaca di Roma e altre tappe tra le quali Contesti Diversi, Fiera dell'editoria dei Monti Prenestini.
Nel 2021 esce il suo nuovo singolo Annalisa che ha raggiunto le classifiche entrando nella Top 10 degli artisti emergenti e raggiungendo i 70.000 streams su Spotify. Il singolo, prodotto da Max Monti, con il videoclip del brano diretto da Paopart, è stato trasmesso in anteprima su TGcom24 Mediaset e programmato da 150 canali del digitale terrestre in tutta Italia. Il brano viene presentato dal vivo in diretta Tv a Lepida TV e al Festival BologninAlive a Bologna.
Il 2 e il 3 ottobre 2021 è uno dei presentatori del Mei, il Festival della Musica indipendente ed Emergente di Faenza dove sul palco principale partecipa alla protesta a sostegno dei lavoratori dello spettacolo assieme al patron del Mei Giordano Sangiorgi, al Presidente dell'Aifa Sergio Cerruti, a Claudia Barcellona, Luca d'Ambrosio, Giuliano Biasin di Esibirsi, Marco Mori e Max Monti DJ.
Il 26 novembre 2021 esce il nuovo singolo di Andrea Ascolese, Sorprendimi prodotto da Max Monti; il videoclip ufficiale è stato girato nella campagna bolognese e diretto da Paopart, l'anteprima del video è stata trasmessa sul Corriere della Sera Bologna. La canzone rappresenta un inno alla libertà e all’amore in tutte le sue facce. Promuove la cultura del rispetto e dell'inclusione. Il brano entra subito in classifica e diventa uno dei pezzi indipendenti più trasmessi dalle Radio FM italiane posizionandosi nella top ten degli indipendenti; il videoclip ufficiale viene trasmesso in TV da 100 canali del digitale terrestre.
Segue, nel 2022, il tour Radio TV di Sorprendimi in tutta Italia che viene trasmesso anche da Rai Isoradio.
Il 27 ottobre 2023 esce il nuovo singolo di Andrea Ascolese, "Vertigo" per l'Etichetta Gallia Music canzone che parla di un colpo di fulmine ed è un ipnotico brano synth pop con echi di chitarre dallo spirito rock , il videoclip ufficiale è diretto da Adriano Giotti e vede la partecipazione di Martina Stella, Michele Di Mauro, Enrico Vanzina, Mirko Casadei, Bob Messini e Dandy Bestia degli Skiantos. Al tour radiofonico che approda anche a Radio 1 e Rai Isoradio segue il tour Vertigo Live che fa tappa il 7 novembre al Bravo Caffè di Bologna e al Largo Venue di Roma il 18 novembre 2023.

### Poesia
Nel 2019 esce il libro Andrea Ascolese Poesie, I Quaderni del Battello ebbro.

### Giornalismo
Ascolese ha anche collaborato come giornalista e fotografo free-lance per le riviste Slow Food Magazine, Mente&Cervello del Gruppo Espresso, La Madia TravelFood, D di Repubblica.

## Teatro
- L'età dell'oro: la mia vita raccontata a Andrea Pazienza, di Andrea Ascolese distribuito da Progetti Dadumpa (2023)
- Poesie Remix, Reading Musicale di Andrea Ascolese distribuito da Progetti Dadumpa (2020/2021)
- Change, Reading Musicale, di Andrea Ascolese (2012/2016)
- Off, regia di Francesco Bonelli (2011)
- Lascia l'amore a lato, di Cinzia Mela e Josè Sanchis Sinisterra (2010)
- Enzo re, regia di Arnaldo Picchi (2000)
- Anfitrione, regia di Arnaldo Picchi (1999)
- Come i pesci rossi sul divano, regia di Cristina Puccinelli - documentario (2020)

## Filmografia

### Cinema
- Tandem, regia di Lucio Pellegrini (2000)
- Un amore perfetto, regia di Valerio Andrei (2002)
- Oltre il confine, regia di Rolando Colla (2002)
- Febbre da cavallo - La mandrakata, regia di Carlo Vanzina (2002)
- Antonio guerriero di Dio, regia di Antonello Belluco (2006)
- Il bel marito (il caso analogo), regia di Clarita Di Giovanni - cortometraggio (2008)
- Raffaello - Il principe delle arti in 3D regia di Luca Viotto (2017)
- Tutto liscio, regia di Igor Maltagliati (2019)
- Continuare il racconto. La biblioteca infinita di Antonio Faeti, regia di Danilo Caracciolo (2023)
- Race for Glory: Audi vs. Lancia, regia di Stefano Mordini (2024)

### Televisione
- Caro domani, regia di Mariantonia Avati (1999)
- Lupo mannaro, regia di Antonio Tibaldi (2000)
- Compromesso mortale, regia di Giovanni Robbiano (2000)
- Il bello delle donne, regia di Maurizio Ponzi (2002)
- Tutto può succedere, regia di Lucio Pellegrini (2018)
- Il paradiso delle signore, regia di Riccardo Mosca (2019)
- L'ispettore Coliandro, regia dei Manetti Bros. (2021)

## Programmi TV
- Estate in TV, programma di Lepida TV, regia di Alessandro Baroncini (2020)
- Umbria cuore verde d'Italia, regia Luca Grafner  (Advertising, 2023)
- What the Fanta diretta da Daniel Lundh  (Advertising, 2023)

## Pubblicazioni
- Poesie, I Quaderni del Battello Ebbro, libro (2019)

## Discografia
- Ti porterò, Wondermark\Progetti Dadaumpa\Materiali musicali, album (2015)
- Annalisa, Wondermark, singolo (2021)
- Sorprendimi, Wondermark, singolo (2021)
- Vertigo, Gallia Music, singolo (2023)